# Буденхаген
Буденхаген (њем. Buddenhagen) општина је у њемачкој савезној држави Мекленбург-Западна Померанија. Једно је од 89 општинских средишта округа Остфорпомерн. Према процјени из 2010. у општини је живјело 444 становника. Посједује регионалну шифру (AGS) 13059012.

## Географски и демографски подаци
Буденхаген се налази у савезној држави Мекленбург-Западна Померанија у округу Остфорпомерн. Општина се налази на надморској висини од 24 метра. Површина општине износи 11,8 km². У самом мјесту је, према процјени из 2010. године, живјело 444 становника. Просјечна густина становништва износи 38 становника/km².